# شکریه آخوندزاده
شکریه آخوندزاده و یا شکریه جواد ( ۱۹۰۲، باتومی - ۱۹۳۳، چینارلی، شهرستان شمکر) همسر شاعر آذربایجانی، احمد جواد و قربانی سرکوب‌های استالینیستی در آذربایجان.
در سال ۱۹۳۷ همراه با همسرش، احمد جواد زندانی شد. بعدها محکوم به ۸ سال تبعید شد. او دوران محکومیت خود را در اردوگاه همسران خائنین به وطن آکمولا در قزاقستان کنونی گذراند.
او در سال ۱۹۴۵ آزاد شد و در سال ۱۹۵۵ پس از اینکه بی‌گناه شناخته شد، تبرئه شد.
چندین نمایشنامه، کتاب و ترانه مربوط به زندگی او نوشته شده و اجراهایی در تئاترهای مختلف به روی صحنه رفته است.

## درباره‌ او
شکریه سلیمان قیزی بیجانیدزه، در سال ۱۹۰۲ در خانواده اشرافی مسلمان گرجی در شهر باتومی گرجستان کنونی به دنیا آمد. او مقطع دبیرستان را در باتومی به اتمام رساند. به زبان های گرجی، آجاری، ترکی و روسی مسلط بود.
احمد جواد مدتی در باتومی زندگی کرد زیرا دبیر صندوق امداد ارتش ترکیه بود. او در همین زمان با شکریه آشنا شد. با وجود تلاش احمد جواد برای ازدواج با شکریه، پدر شکریه با ازدواج مخالفت کرد به همین دلیل احمد جواد و شکریه به شهر گنجه در آذربایجان کنونی فرار کرده و تشکیل خانواده دادند.
پس از حمله ارتش سرخ به آذربایجان در سال ۱۹۲۰، احمد جواد به عنوان معلم به  شهرستان قوسار فرستاده شد. شکریه جواد همراه با خانواده‌اش به روستای خولوق شهرستان قوسار نقل مکان کرد. آن ها تا سال ۱۹۲۲ در آنجا زندگی کردند. بعدها به باکو، پایتخت جمهمری سوسیالیستی آذربایجان رفتند.

در شب ۳ ژوئن سال ۱۹۳۷ احمد و همسرش، شکریه به اتهام تلاش برای گسترش ناسیونالیسم الهام گرفته از حزب مساوات در میان شاعران جوان آذربایجانی دستگیر شدند. چند روز بعد شکریه آزاد شد. در اکتبر سال ۱۹۳۷ مجددا او را  دستگیر کردند. بعد از دستگیری احمد جواد، به شکریه جواد پیشنهاد طلاق از همسرش و بازگشت به نام خانوادگی خود داده شد. گفتند اگر پیشنهاد طلاق را قبول کند کاری با او نخواهند داشت وگرنه تبعید خواهد شد. با این حال شکریه از طلاق خودداری کرد. بعد از مدتی در زندان در ۹ دسامبر به ۸ سال حبس محکوم شد. او را به عنوان «عضو خانواده‌‌ی دشمن ملت» به اردوگاه کار اجباری فرستادند. در ۲ فوریه سال ۱۹۳۸ برای گذراندن دوران محکومیت به کمپ «همسران خائنین به وطن» در آکمولای قزاقستان کنونی رسید.
در ۱۴ اکتبر ۱۹۴۵ بعد اتمام دوران محکومیت از زندان آزاد شد. چون به او اجازه اقامت در باکو را نداند، به شهر شمکر رفت. وی بعد از بازگشت از تبعید، چندین سال بر این باور بود که همسرش زنده است و برای ملاقات با تو در زندان، چندین بار به مقامات مختلف ایلاتی و رئیس شورای وزیران اتحاد جماهیر شوروی مراجعه کرد. در سال ۱۹۵۵، او بعد از ۱۸ سال خبر کشته شدن همسرش در سال ۱۹۳۷ را دریافت کرد.
او در دسامبر سال ۱۹۵۵ تبرئه شد.
او در اکتبر سال ۱۹۹۳ در روستای چینارلی شهر شمکر درگذشت.

## یادبود
در سال ۱۹۱۷ احمد جواد، شعر «برای شکریه‌ام» را برای همسرش سرود. بعدها امین ثابت‌اوغلو برای این شعر آهنگ ساخت که این آهنگ توسط خوانندگان زیادی با نام « طالعم شکریه» اجرا شد. 
در سال ۲۰۱۸، معرفی کتاب «داستان جواد و شکریه» نوشته سئوینج عدالت‌قیزی برگزار شده است.
در موزه «قربانیان سرکوب سیاسی» که در سال ۲۰۱۹ در باکو افتتاح شد، نسخه‌ای از سند مربوط به دستگیری شکریه آخوندزاده در گوشه‌ای که به زنان قربانی اختصاص دارد، نگهداری میشود.
در سال ۲۰۲۱ الویه طاهر درباره شکریه و زندگی وی در تبعید رمانی تاریخی به اسم «طالعم شکریه» نوشته است.
در ۱۷ دسامبر سال ۲۰۲۲، در تئاتر دولتی تماشاگران جوان جمهوری آذربایجان، درباره حوادثی که برای همسران زندانیان سیاسی‌ که در دوران سرکوب استالینیستی در آذربایجان زندانی شده اند رخ داده است، تئاتر «همسران خائنین به وطن» بر روی صحنه رفته است. این تئاتر همچنین زندگی تراژیک شکریه جواد را به نمایش گذاشته است.
در ۳۰ ژوئن سال ۲۰۲۳، در تئاتر درام ملی آکادمی دولت آذربایجان، نمایش «شکریه» بر روی صحنه رفته است. این نمایش بر اساس نمایشنامه «شکریه» جاوید زیناللی ساخته شده و درباره زندگی در تبعید شکریه آخوندزاده در قزاقستان است. مدیر تولید این نمایش بهرام عثمان‌اف است.

## خانواده‌
پدرش سلیمان بیگ بیجانیدزه، از نسل اشرافیان آجار بود. اصالتا اهل روستای زندیدی بود. در اینجا صاحب قبرستان خانوادگی، املاک و بنادر بودند.
شکریه و احمد جواد صاحب ۵ فرزند به اسم های نیازی، آیدین، توقای، ییلماز و آلماز بودند. در سال ۱۹۳۶ دخترشان آلماز در سن ۱۶ سالگی به دلیل ابتلا به بیماری سارکوم فوت کرد.
پس از قتل احمد جواد و تبعید شکریه آخوندزاده، ییلماز ۲ ساله به پرورشگاه  توگای ۱۴ ساله به یتیم خانه‌ای که برای کودکان با تربیت دشوار در نظر گرفته شده و آیدین ۱۶ ساله نیز به زندان کشلا فرستاده شدند